# Streptobotrys caulophylli
Streptobotrys caulophylli är en svampart som beskrevs av Hennebert 1973. Streptobotrys caulophylli ingår i släktet Streptobotrys och familjen Sclerotiniaceae.   Inga underarter finns listade i Catalogue of Life.